# Украинцы в Узбекистане

Памятник Т.Г. Шевченко в Ташкенте, работы скульптора Леонида Григорьевича Рябцева, 2002

Украинцы в Узбекистане (укр. Українці в Узбекистані) — одна из национальных общин в Узбекистане, которая сформировалась в течение нескольких исторических периодов. По состоянию на 2010 год, численность узбекистанских украинцев составляла примерно 86 тысяч человек.

## История
Согласно архивным документам первые сведения об украинцах в Средней Азии появляются в середине 18 века. В октябре 1741 года с Украины было насильно отправлено больше ста семей переселенцев. На место назначения прибыла только незначительная их часть, именно в то время украинские переселенцы оказались в районах Средней Азии. Однако первое массовое заселение украинцами Туркестанского края началось с 1885 года. Основная цель переселения была поиск земель, пригодных для земледелия. Крестьяне с Украины создавали компактные поселения в Сырдарьинской области, Ферганской долине и Голодной степи. В 1897 году украинские поселения появляются в Самаркандской области. Только в Каттакургане в те года проживало около двух тысяч украинцев. В Бухаре первые украинцы появились после установления Российского протектората.
Давние исторические связи Украины со Средней Азией прежде всего ассоциируются с именем великого украинского кобзаря Тараса Шевченко. В его биографии есть годы, тесно связанные с Приаральем: находясь в ссылке, в 1848-1849 гг. поэт принимал участие в работе Аральской экспедиции под руководством А. И. Бутакова по изучению северной части Каракалпакии. В память об этом 1970 г. в Нукусе был установлен бюст Т. Г. Шевченко.
До 1917 года на территории нынешнего Узбекистана существовали большие украинские общины. Действовали школы с украинским языком преподавания, по украинским традициям отмечались религиозные и прочие праздники. В годы Первой мировой войны в Туркестан были вывезены пленные галичане. В марте 1917 года в Ташкенте было организовано Товарищество украинцев Туркестана с филиалами в Самарканде, Чимкенте и Андижане. Его активисты поддерживали создание Украинской Народной Республики. С деятельностью сообщества проявляли солидарность местная интеллигенция и духовенство, но в 1920 году эта организация было запрещено. Засуха 1921 года на украинских землях, экономические последствия Первой мировой и гражданской войн, крах сельскохозяйственной системы, голода 1932—1933 годов обусловили попытки украинских крестьян спастись за пределами Украины, в том числе в Туркестан.
В период Второй мировой войны в Узбекистан было эвакуировано сотни тысяч украинцев и целый ряд украинских промышленных предприятий, научно-исследовательских та высших учебных заведений, художественных коллективов. Уже в 1941 году в Узбекистан переехали Украинский институт искусств, Одесский институт инженеров морского транспорта, Харьковский сельскохозяйственный институт, Харьковский завод «Электростанок» и много других. В Узбекистане в период войны продолжили деятельность больше тридцати украинских театральных, музыкальных групп, учебных заведений. В частности, в Ташкенте действовал театр имени Ивана Франко.
Послевоенный период был связан с индустриализацией центральноазиатских республик, который растянулся на несколько десятилетий. Узбекских специалистов готовили харьковские железнодорожники (Ташкентская магистраль), шахтеры Донбасса (Ангренский угольный бассейн), сталевары Запорожья. Украинские специалисты принимали участие в сооружении железнодорожной магистрали Чарджоу-Кунград, Навоийского горно-металлургического комбината и многих других стратегических объектов.
В 1966 году после сильного землетрясения в Ташкенте, около 2600 украинских инженеров и строителей на протяжении нескольких лет принимали участие в восстановлении Ташкента. В советские времена много выходцев с Украины занимали ведущие должности в ряде областей экономики и науки Узбекистана.  По данным на 1970 год, в Узбекистане проживало 111,7 тыс., или 34,1% от общей численности украинцев, проживавших в Средней Азии. Основная их масса была сосредоточена в Ташкенте. Общий образовательный уровень достаточно высок.

## Современность
В настоящее время численность украинцев, согласно данным Государственного комитета статистики Республики Узбекистан, составляет 86 854 человек. Местами компактного проживания является: город Ташкент (38 313 человек), Ташкентская (13 005), Самаркандская (8 949), Ферганская (5 671) и Бухарская (2795) области.
В крупных городах Узбекистана функционируют культурные центры, в частности в Ташкенте действует Республиканский украинский культурный центр Узбекистана «Славутич». Всего в Узбекистане официально зарегистрировано 6 украинских культурных центров.
Согласно уставам украинских культурных центров главными направлениями работы являются осуществление культурно-просветительской деятельности по сохранению и развитию украинской культуры, языка, традиций, обрядов, развитие и укрепления межнациональных связей. Регулярно проводятся фестивали украинской песни. В Ташкенте находится посольство Украины.

## Увековечение памяти Т.Г.Шевченко в Узбекистане
В октябре 2000 года, во время официального визита в Узбекистан Президента Украины Леонида Кучмы, им совместно с Президентом Узбекистана Исламом Каримовым был заложен памятный камень на месте установки будущего памятника украинскому поэту. Через два года 20 декабря 2002 года Леонид Кучма торжественно открыл памятник Тарасу Шевченко в Ташкенте, работы ташкентского скульптора Леонида Григорьевича Рябцева.
Памятник установлен на улице, носящей имя Тараса Шевченко. Этот район города восстанавливался после ташкентского землетрясения в том числе и рабочими, приехавшими из Украинской ССР. На этой улице, также, расположена школа № 110, носящая имя Т. Г. Шевченко, построенная по проекту украинского архитектора И. Ю. Каракиса. На стене одного из школьных строений находится большое мозаичное панно работы художника В. Куткина, на котором изображён Тарас Шевченко с кобзой в руках. Памятник установлен на площадке напротив панно, с которым удачно гармонирует.

## Известные личности
- Оксана Нечитайло (1984) — узбекская певица украинского происхождения, более известная под сценическим псевдонимом Согдиана.
- Борис Бедер (1908—1989) — заслуженный геолог Узбекистана, первооткрыватель Ташкентской минеральной воды.
- Константин Бондарев (1972) — украинский политик. Народный депутат Украины. Член партии «Батькивщина».
- Владимир Василевский (1892—1938) — иерей, священномученик, местночтимый святой Украинской Православной Церкви.
- Алексей Голубенко (1923—2001) — участник Великой Отечественной войны, Герой Советского Союза
- Григорий Улько (1925—1999) — узбекистанский художник и живописец.
- Василий (Златолинский) (1932) — епископ Украинской православной церкви.
- Виктор Карпенко (1977) — узбекский футболист.
- Валентин Коваленко (1975) — узбекский футбольный судья.
- Владимир Козак (1993) — узбекский футболист, игрок национальной сборной Узбекистана.
- Егор Кримец (1992) — узбекский футболист, игрок национальной сборной Узбекистана.
- Алексей Петренко (1910—1979) — геолог, лауреат Ленинской премии.
- Александр Самойленко (1964) — российский актёр, продюсер и режиссёр.
- Екатерина Хилько (1982) — узбекская прыгунья на батуте, призёр Олимпийских игр.